# 올리비에 아사야스
올리비에 아사야스(Olivier Assayas, 1955년 1월 25일 ~ )는 프랑스의 영화 감독, 각본가, 평론가이다.

## 작품
- 《이마 베프》 (1996)
- 《사랑해, 파리》 (2006) 단편 〈앙팡 루즈 구역〉
- 《그들 각자의 영화관》 (2007) 단편 〈아이러니〉
- 《여름의 조각들》 (2008)
- 《카를로스》 (2010)
- 《5월 이후》 (2012)
- 《클라우즈 오브 실스마리아》 (2014)
- 《퍼스널 쇼퍼》 (2016)
- 《논픽션》 (2018)
- 《와스프 네트워크》 (2019)
- 《서스펜디드 타임》 (2024)